# Целуя девушек
«Целуя девушек» (англ.  Kiss the Girls) — американский триллер 1997 года режиссёра Гэри Фледера по одноимённому роману Джеймса Паттерсона. В главных ролях Морган Фримен, Кэри Элвес и Эшли Джадд.

## Сюжет
Детектив и судебный психолог Алекс Кросс направляется в Дарем, Северная Каролина, когда его племянница Наоми, студентка колледжа, пропадает без вести. Он узнает от полицейского детектива Ника Раскина, что Наоми — последняя в серии молодых женщин, которые исчезли. Вскоре после его прибытия одна из пропавших женщин найдена мертвой, привязанной к дереву, а через некоторое время доктор Кейт Мактирнан похищена из своего дома.
Когда она просыпается от наркотического опьянения, Кейт обнаруживает, что её держит человек в маске, называющий себя Казановой, и она является одним из нескольких заключенных, пойманных в ловушку в его логове. Ей удается убежать, и  спрыгнуть со скалы в реку, серьёзно поранившись. После выздоровления она объединяет силы с Кроссом, чтобы выследить своего похитителя, которого детектив считает коллекционером, подбирающим своих жертв по определённым признакам. Это означает, что есть время, чтобы спасти других заключенных женщин, пока они остаются послушными.
Улики приводят их в Лос-Анджелес, где серия ужасных похищений и убийств были приписаны доктору Уильяму Рудольфу, известному как джентльмен-посетитель. Попытки Кросса захватить и допросить Рудольфа сорваны, когда Рудольф убегает. В Северной Каролине Алекс прослеживает Казанову вверх по реке. Предупрежденный выстрелом, он обнаруживает подземное убежище Казановы. Рудольф оказывается сообщником Казановы и затем погибает в перестрелке. Казанове удаётся скрыться от преследования. Кросс спасает похищенных женщин, в том числе и Наоми.
Позже Кейт приглашает Алекса на ужин к себе домой. Раскин заходит в дом Кейт и отправляет домой двух охраняющих её офицеров. В то время как Кросс у себя дома готовится пойти к Кейт на ужин, он обнаруживает, что подпись Раскина на ордерах на арест совпадает с почерком Казановы. Кросс пытается позвонить Кейт, чтобы предупредить её, но Раскин уже отключил её телефонную линию. Кейт начинает подозревать Раскина. Затем он отбрасывает свой акцент, показывая, что он Казанова. После драки и попытки изнасилования женщине удаётся приковать его наручниками к духовке. Раскин режет руку Кейт кухонным ножом. Пытаясь освободиться, детектив оттягивает духовку от стены, разрывая газовую трубу. Он достаёт зажигалку, угрожая взорвать дом из-за утечки газа. Кросс появляется и пытается отговорить Раскина. Когда это не удается, Алекс стреляет в Ника через пакет молока, чтобы избежать воспламенения газа. Прибывает полиция, и он утешает Кейт.

## В ролях
| Актёр                  | Роль                                                       |
| ---------------------- | ---------------------------------------------------------- |
| Морган Фримен          | доктор Алекс Кросс                                         |
| Эшли Джадд             | доктор Кейт Мактирнан                                      |
| Кэри Элвес             | детектив Ник Раскин                                        |
| Алекс Макартур         | детектив Дэйви Сайкс                                       |
| Тони Голдуин           | доктор Уильям «Уилл» Рудольф                               |
| Джей О. Сандерс        | агент ФБР Кайл Крэйг                                       |
| Билл Нанн              | детектив Джон Сэмпсон                                      |
| Брайан Кокс            | начальник Даремского полицейского управления Хэтфилд       |
| Ричард Т. Джонс        | Сет Сэмюэлс                                                |
| Рома Маффиа            | доктор Руокко                                              |
| Джереми Пивен          | детектив Департамента полиции Лос-Анджелеса Генри Кастилло |
| Джина Равера           | Наоми Кросс                                                |
| Уильям Конверс-Робертс | доктор Уик Сакс                                            |
| Хелен Мартин           | Нана Кросс                                                 |
| Татьяна Али            | Джанелл Кросс                                              |
| Мина Александра Сувари | Коти Пирс                                                  |
| Анна Мария Хорсфорд    | Викки Кросс                                                |
| У. Эрл Браун           | слесарь                                                    |

## Съёмки
Основные съёмки начались 16 апреля 1996 года. Фильм снимался в течение двух недель в Северной Каролине на улицах Дарема, в близлежащих парках и в окрестностях города Чапел-Хилл. Полицейский участок был сконструирован на складе в центре Дарема. Большая часть съёмок проводилась в округе Лос-Анджелеса, включая ранчо Диснея, Атенеум в Калифорнийском технологическом институте в Пасадене, дом в историческом районе Адамса и кампус Университета Южной Калифорнии. По проекту американского дизайнера-постановщика Нельсона Коутса, большинство декораций, включая туннели и подземные камеры, были построены на Paramount Studios. Съёмки фильма были завершены 10 июля 1996 года.

## Выход
Премьера фильма состоялась на Довильском кинофестивале в сентябре 1997 года перед выходом на 2 271 экранах в США в следующем месяце. Он заработал $ 13 215 167 в свой первый уик-энд и в общей сложности $60 527 873 в США, заняв 30-е место по внутренним сборам за год.
Фильм не был показан в некоторых кинотеатрах в центральной Вирджинии во время выпуска, из-за нераскрытых убийств трёх девочек-подростков в этом районе. Это решение было принято из уважения к семьям и окружающим общинам. Убийства были в конечном счете раскрыты и приписаны Ричарду Эвоницу.
Эшли Джадд была номинирована на премию «Спутник» за лучшую женскую роль второго плана в 1998 году.

## Отзывы
Фильм получил негативные отзывы и имеет рейтинг «Гнилые» 32% на Rotten Tomatoes из 34 обзоров с консенсусом: «Детектив Алекс Кросс делает свой зловещий кинематографический дебют в "Целуя девушек", неуклюжем триллере, который преподносит мало сюрпризов».
Стивен Холден из The New York Times сказал, что фильм «вырезан из той же ткани, что и Молчание ягнят, но кусок материала, который в нем используется, имеет неровную форму и свисающие нити выброшенного остатка ... Он начинается многообещающе, затем теряет свое направление, поскольку требование ускоренного действия обгоняет нарративную логику». Холден пишет о Моргане Фримене, что он «излучает доброту, терпение и проницательный ум, которые противоречат быстрому темпу фильма и накачанным шокирующим эффектам. Его игра настолько размеренна, что вам хочется верить в фильм гораздо больше, чем когда-либо позволяет его бесполезный, надуманный сюжет."
В Chicago Sun-Times Роджер Эберт дал фильму три с половиной звезды из четырех и сказал: «Дэвид Класс, сценарист, дает Фриману и Джадд более конкретные диалоги, чем обычно в триллерах; они звучат так, как будто они действительно могут говорить друг с другом, а не просто продвигать сюжетные линии ... Они настолько хороши, что вы почти жалеете, что они решили вообще не снимать триллер - просто нашли способ построить драму, исследуя их личности».
Рита Кемпли из Washington Post назвала фильм "напряженным, страшным, извращенно жутким триллером" и добавила, что "Дэвид Класс… благословленно удаляет включенные в роман графические описания пыток и изнасилований. К сожалению, он также пренебрегает каким-либо объяснением поведения Казановы. В противном случае Kiss the Girls делает то, что должен делать. Хороший второй фильм от режиссера Гэри Фледера, он обязательно заставит биться чаще, а позвоночник покалывать". В той же газете Дессон Хоу считает, что «фильм ... работает на криминальном эквиваленте автопилота. Он взлетает, летает и приземляется без особого творческого вмешательства».
В San Francisco Chronicle Питер Стэк подумал, что "история ... продолжается слишком долго. В нем слишком много запутанных поворотов сюжета, и он продолжает терять энергию. Вините в этом излишества Голливуда или неуверенность режиссера Гэри Фледера. Сокращение 15 минут помогло бы". Его больше впечатлили звезды фильма, назвав Моргана Фримена "неотразимым" и "героем необычайной силы, которая почти полностью исходит из его бесстрастного, расчетливого спокойствия", и заявив, что Эшли Джадд "придает иногда затяжной драме дозу интенсивной жизненной силы. Эта молодая актриса очень хорошо умеет превращать потенциально желатиновых персонажей в настоящих людей, вызывающих интерес у зрителей".